# Maria Assenina
Maria Assenina (bulgarisch Мария Асенина, wissenschaftliche Transliteration Marija Asenina, auch Maria von Assen) war eine bulgarische Adlige aus dem Hause Assen. Ihre Eltern waren der Zar Iwan Assen II. und Irene Komnene. Der Zar Michael II. Assen war ihr Bruder.
Bereits als Kind wurde Maria Ehefrau des mächtigen Bojaren Mizo, der durch die Heirat den Beinamen Assen annahm. Die Initiative für diese Ehe ging wahrscheinlich von ihrer Mutter, Irene Komnene, aus, welche versuchte die Macht des minderjährigen Zaren Michael II. Assen zu stärken.
Nachdem Zar Michael II. Assen 1255 im byzantinisch-bulgarischen Krieg die Ländereien in Thrakien verloren und einen für die bulgarischen Boljaren „erniedrigenden“ Frieden mit dem Kaiserreich Nikaia abgeschlossen hatte, verstärkten sich die Stimmen gegen ihn. 1256 wurde er während einer Jagd ermordet, und die Boljarenverschwörung erhob Kaliman II. Assen, den anderen Enkel von Iwan Assen I., zum neuen Zaren. Gleichzeitig spalteten sich weitere mächtige Boljaren, darunter Mizo Assen, vom bulgarischen Reich ab, und ein blutiger Bürgerkrieg war die Folge.
Bereits im selben Jahr wurde Kaliman II. Assen (???) durch eine weitere Boljarenverschwörung ermordet, die den Boljaren Mizo Assen zum neuen Zaren und Maria Assenina zur Zarin krönte. Es wird angenommen, dass sie den Titel bis 1263 trug. Gleichzeitig erhob der Großen Boljarenrat Konstantin Tich Assen zum Zar. Im folgenden Jahr verlor Mizo Assen den Krieg gegen Konstantin und zog sich mit seiner Familie über Preslaw nach Mesambria (heute Nessebar) zurück. Er tauschte mit dem byzantinischen Kaiser seine Ländereien in Ostthrakien gegen Ländereien in Kleinasien, in der Nähe von Troja, und flüchtete schließlich nach Konstantinopel. So ließen sich Maria und ihr Mann in Byzanz nieder, wo die ehemalige bulgarische Zarin bis zu ihrem Tode lebte. Ihr genaues Todesdatum ist unbekannt.
Maria und Mizo Assen hatte zwei Kinder:
1. den späteren Zaren Iwan Assen III. (1279–1280)
2. Kira-Maria Assenina ⚭ (verheiratet) 1279 mit Georgi I. Terter (1280–1292)